# Бережанский район
Бережа́нский райо́н (укр. Бережа́нський райо́н) — упразднённая административная единица на западе Тернопольской области Украины. Административный центр — город Бережаны (в состав района не входил).

## Географическое положение
Район граничил на севере с Перемышлянским и Золочевским районами Львовской области, а также Зборовским районом Тернопольской области, на юге — с Подгаецким районом Тернопольской области, на западе — с Рогатинским районом Ивано-Франковской области, на востоке — с Козовским районом Тернопольской области.
Площадь — 661 км² (14-е место среди районов).
Основные реки —
Бебелка,
Белая,
Вербовец,
Гай,
Горы,
Золотая Липа,
Восточная Золотая Липа,
Нараевка,
Павловка,
Ценюв.

## История
Район образован 20 января 1940 года. В ходе административно-территориальной реформы в Украине, в 2020 году район был упразднён, его территория вошла в состав Тернопольского района. На территории района были сформированы Бережанская, Нараевская и Саранчуковская территориальные общины.

## Демография
Население района составляло 20 722 человека.

## Административное устройство
На момент упразднения район включал в себя::
| - Сельских советов: 25 | - Сёл: 56 |

### Местные советы
| - Бищевский сельский совет - Божиковский сельский совет - Вербовский сельский совет - Жовновский сельский совет - Жуковский сельский совет - Котовский сельский совет - Куропатницкий сельский совет - Куряновский сельский совет - Лапшинский сельский совет - Литятинский сельский совет - Мечищевский сельский совет - Надречнянский сельский совет | - Нараевский сельский совет - Ольховецкий сельский совет - Подвысокский сельский совет - Посуховский сельский совет - Потуторский сельский совет - Рекшинский сельский совет - Рогачинский сельский совет - Рыбниковский сельский совет - Саранчуковский сельский совет - Славятинский сельский совет - Тростянецкий сельский совет - Урманский сельский совет - Шибалинский сельский совет |

### Населённые пункты
| с. Базниковка с. Барановка г. Бережаны с. Бище с. Божиков с. Вербов с. Волица с. Волощина с. Гаёк с. Гиновичи с. Гутиско с. Дверцы с. Демня с. Диброва с. Дулябы | с. Жовновка с. Жуков с. Залужье с. Квитковое с. Комаровка с. Котов с. Краснопуща с. Куропатники с. Куряны с. Куты с. Лапшин с. Лесники с. Литятин с. Мечищев с. Молохов | с. Надорожнев с. Надречное с. Нараев с. Новая Гребля с. Ольховец с. Павлов с. Писаревка с. Плихов с. Подвысокое с. Подлесное с. Поручин с. Посухов с. Поточаны с. Потуторы с. Рай | с. Рекшин с. Рогачин с. Рыбники с. Саранчуки с. Славятин с. Стрыганцы с. Тростянец с. Урмань с. Червоное с. Шайбовка с. Шибалин с. Ясное |